# Amédée Turner
Amédée Edward Turner (ur. 26 marca 1929 w Londynie, zm. 13 września 2021) – brytyjski polityk i prawnik, poseł do Parlamentu Europejskiego I, II i III kadencji (1979–1994).

## Życiorys
Z wykształcenia prawnik, kształcił się w Christ Church w Oksfordzie. W 1954 uzyskał uprawnienia zawodowe. Praktykował jako barrister, w 1976 został radcą królowej (QC). Pracował głównie w Londynie, a w drugiej połowie lat 50. w Nowym Jorku.
Należał do Partii Konserwatywnej, był jej kandydatem do Izby Gmin. Z ramienia torysów w 1979 po raz pierwszy uzyskał mandat eurodeputowanego. Z powodzeniem ubiegał się o reelekcję w 1984 i 1989. W latach 1992–1994 był przewodniczącym Komisji ds. Swobód Obywatelskich i Spraw Wewnętrznych. W PE zasiadał do 1994. Zajmował się później m.in. konsultingiem.